# Gábor Gyula
Gábor Gyula, 1902-ig Graber (Balassagyarmat, 1868. november 13. – Budapest, Terézváros, 1936. január 13.) magyar ügyvéd, jogi író, kormányfőtanácsos. 

## Élete
Graber Károly és Smidel Záli (Schmiedel Rozália) fia. Tanulmányai végeztével ügyvédi irodát nyitott. A Pesti Izraelita Hitközség főtitkára, három évtizeden át főügyésze, az Országos Iroda ügyvezető elnöke volt. Nevéhez köthető a hitközségi ügykezelés reformja. Az első világháború alatt honvéd hadbíró őrnagyi rangot ért el. Jogi és történelmi tárgyú művei szaklapokban jelentek meg. Munkatársa volt a Magyar jogi lexikonnak.

## Magánélete
Házastársa Grünzweig Olga (1875–1931) volt, Grünzweig Mór és Frankl Bianka lánya, akit 1898. szeptember 11-én Budapesten, a Terézvárosban vett nőül.
Gyermekei:
- Gábor János (1899–1945)[7] ügyvéd. Felesége Natonek Lívia (1911–?) volt.
- Gábor Éva (1904–?). Férje Ádám Aladár (1894–1944)[8] kereskedő volt.[9]

Unokája:
- Ádám Péter (1929–1944)[10] a holokauszt áldozata.

## Főbb művei
- Tanulmányok a katonai büntető jogból (Budapest, 1901)
- A szerb katonai büntetőtörvénykönyv (Budapest, 1902)
- A katonai börtönrendszer, különös tekintettel a Magyar Királyi Honvédség igazságszolgáltatásra. Keresztes Károly tábornok-hadbíró, dr. Král Miklós és dr. Vámbéry Rusztem felszólalásaival (Budapest, 1904)
- A megyei intézmény Nagy Lajos alatt (Budapest, 1908)
- A Somogy-megyei Répás kerület története
- A Szent István napi ünnep története (Budapest, 1927)
- Bolondok háza (vígjáték, bemutató: Blaha Lujza Színház, Újpest, 1926)